# Шаулич, Шабан
Шабан Шаулич (цыг. Šaban Šauličh; серб. Шабан Шаулић; 6 сентября 1951, Шабац — 17 февраля 2019) — исполнитель сербской народной музыки цыганского происхождения.
В Сербии имеет прозвище короля народной музыки. Жил в Белграде со своей женой Горданой и тремя детьми.

## Дискография
- Дајте ми утјеху (1969)
- Сутра нек дође крај (1970)
- Због неверства једне жене (1970)
- Сада је свему крај (1971)
- Сјећам се те жене (1972)
- Био сам пијанац (1972)
- Шабан Шаулић (1976)
- Дођи да остаримо заједно (1978)
- Два галеба бела (1979)
- Поново смо на почетку среће (1980)
- Мени је с тобом срећа обећана (1981)
- Светлана (1982)
- Теби не могу да кажем не (1984)
- Кафанска ноћ (1985)
- Кад би чаша знала (1986)
- Ванредан албум (1986)
- Краљ боема, Верујем у љубав (1987)
- Само за њу (1988)
- Љубав је велика тајна (1988)
- Љубав је песма и много више (1989)
- Помози ми друже, помози ми брате (1990)
- Анђеоска врата (1992)
- Љубавна драма (1994)
- Волим да те волим (1995)
- Теби која си остала (1996)
- Љубав је слатка робија (1997)
- Тебе да заборавим (1998)
- За нови миленијум (1999)
- Албум 2001 (2001)
- Краљ и слуга (2002)
- Албум 2003 — Live (2003)
- Албум 2004 (2004)
- Тело уз тело (2005)
- Богати сиромах (2006)

## Фестивали
- 1970. Илиџа — Сутра нек' дође крај
- 1971. Илиџа — Сада је свему крај
- 1973. Београдски сабор — Два ока њена
- 1975. Хит парада — На столу писмо од мајке
- 1975. Југословенски фестивал Париз — Ти си сада срећна
- 1976. Хит парада — Увенуће нарцис бели
- 1977. Хит лета — Немој поглед да сакриваш
- 1978. Хит парада — Позн’о бих те међ' хиљаду жена
- 1979. Хит парада — Два галеба бела
- 1984. МЕСАМ — Не плачи душо

## Награды
- Золотая медаль «За заслуги» (2020, Сербия)[3].